# آسکلیدین
آسکلیدین (انگلیسی: Aceclidine) (Glaucostat، Glaunorm، Glaudin) یک عامل میوتیک پاراسمپاتومیمتیک است که در درمان گلوکوم با زاویه باریک استفاده می‌شود. این دارو فشار داخل چشم را کاهش می‌دهد.

## اثرات نامطلوب
عوارض جانبی آسکلیدین شامل افزایش ترشح بزاق و برادی‌کاردی (در دوزهای بیش از حد) است.

## مکانیسم عمل
آسکلیدین به عنوان آگونیست گیرنده موسکارینی استیل‌کولین عمل می‌کند.